# Acanthemblemaria exilispinus
Acanthemblemaria exilispinus är en fiskart som beskrevs av Stephens, 1963. Acanthemblemaria exilispinus ingår i släktet Acanthemblemaria och familjen Chaenopsidae. IUCN kategoriserar arten globalt som livskraftig. Inga underarter finns listade i Catalogue of Life.